# Saint-Quentin
Saint-Quentin é uma comuna francesa, subprefeitura e agência centralizadora de cantão, do departamento de Aisne na região dos Altos da França. Ela se situa sob o rio Somme. A cidade tinha uma população de 55 698 habitantes em 2013, a maior do departamento, e a oitava comuna mais populosa da região.
Em 2016, sua aglomeração recebeu o rótulo French Tech (na temática Internet das Coisas).

## Origem do nome
Saint Quentin de Amiens, também conhecido como São Quentino. Filho de um senador romano chamado Zeno. Converteu-se ao cristianismo e foi missionário em Gaul com São Luciano de Bouvais. Quentin ficou em Amiens e Luciano continuou para Bauvais. Era um notável pregador e diz a tradição que durante as suas pregações ele fazia milagres para comprovarem a veracidade dos Evangelhos e com isso centenas se converteram em Amiens. Teve tanto sucesso que o prefeito Rictovarus (Rictius Varus) que viajava de Trier, durante as perseguições do Imperador Maximiano em 286, mandou prende-lo. Ele foi torturado repetidamente para renegar a sua fé e oferecer sacrifícios aos deuses romanos. Quando Rictovarus retornou a Trier levou Quentin e em Somme ele foi novamente torturado e finalmente martirizado para renegar a sua fé e como não o fizesse foi degolado e seu corpo atirado no Rio Somme, mas seu corpo foi recuperado pelos seus seguidores e enterrado em um montanha perto de Somme (hoje Saint Quentin) Meio século mais tarde, suas relíquias foram descobertas por uma devota chamada Eusébia. Uma jovem cega recuperou sua visão ao chegar perto das suas relíquias. Em 641 São Elígio (ardoroso devoto de São Quentin) colocou suas relíquias em um lindo Santuario feito com suas próprias mãos, e que fica atrás do altar superior em Noyon. Mais tarde suas relíquias foram novamente trasladadas para Laon onde está até hoje. Seu túmulo permanece sendo um local de peregrinação e vários milagres são creditados a sua intercessão. É invocado contra a tosse e espirros. É padroeiro dos que trabalham em fechaduras. Na arte litúrgica da Igreja ele é mostrado segurando um espeto, ou com uma roda quebrada, ou também com a cadeira na qual foi transfixado, sendo degolado, ou com uma pomba voando em sobre sua cabeça . Sua festa é celebrada no dia 31 de outubro.[carece de fontes?]

## História

### Antiguidade
A cidade foi fundada pelos romanos, em torno do início de nossa era, para substituir o oppidum de Vermand como capital do Viromandui, povo celta belga que ocupou a região. Ela recebeu o nome de Augusta Viromanduorum, a Augusta dos Viromandui, em honra do imperador Augusto. O sítio corresponde a um vau que tornava possível atravessar o Somme. Ela foi devastada no século III, e é possível que Vermand tenha se devolvido na capital local (cf. seu nome que provem de Veromandis).

### Idade Média
Durante a alta Idade Média, o importante mosteiro que se desenvolveu graças à peregrinação ao túmulo de Quintino, um romano cristão que veio evangelizar a região e foi martirizado em Augusta, deu nascimento a uma nova aglomeração que levou o nome do famoso santo. A abadia aparece em um texto famoso: uma carta do imperador Carlos Magno que convoca o abade Fulrad de Saint-Quentin e seus vassalos ao Ost em 806. A partir do século IX, Saint-Quentin foi a capital do condado de Vermandois. Desde o século X, os Condes de Vermandois (da família carolíngia, depois da capetiana) foram muito poderosos. A cidade se desenvolveu rapidamente: os burgueses se organizaram e obtiveram de Herberto IV de Vermandois, antes de 1080, uma carta comunal que lhes garantiu uma ampla autonomia.